# Kudino-Słoboda
Kudino-Słoboda (ros. Кудино-Слобода) – wieś (ros. деревня, trb. dieriewnia) w zachodniej Rosji, w osiedlu wiejskim Ponizowskoje rejonu rudniańskiego w obwodzie smoleńskim.

## Geografia
Miejscowość położona jest nad Czernicą (dorzecze Zierietni), 19,5 km od granicy z Białorusią, 1,5 km od drogi regionalnej 66N-1605 (Ponizowje – Nikoncy), 13 km od centrum administracyjnego osiedla wiejskiego (wieś (ros. село, trb. sieło) Ponizowje), 46,5 km od centrum administracyjnego rejonu (Rudnia), 82,5 km od Smoleńska.

## Historia
W czasie II wojny światowej od lipca 1941 roku wieś była okupowana przez hitlerowców. Wyzwolenie nastąpiło we wrześniu 1943 roku.

## Demografia
W 2010 r. miejscowości nikt nie zamieszkiwał.